# 모하메드 바크리

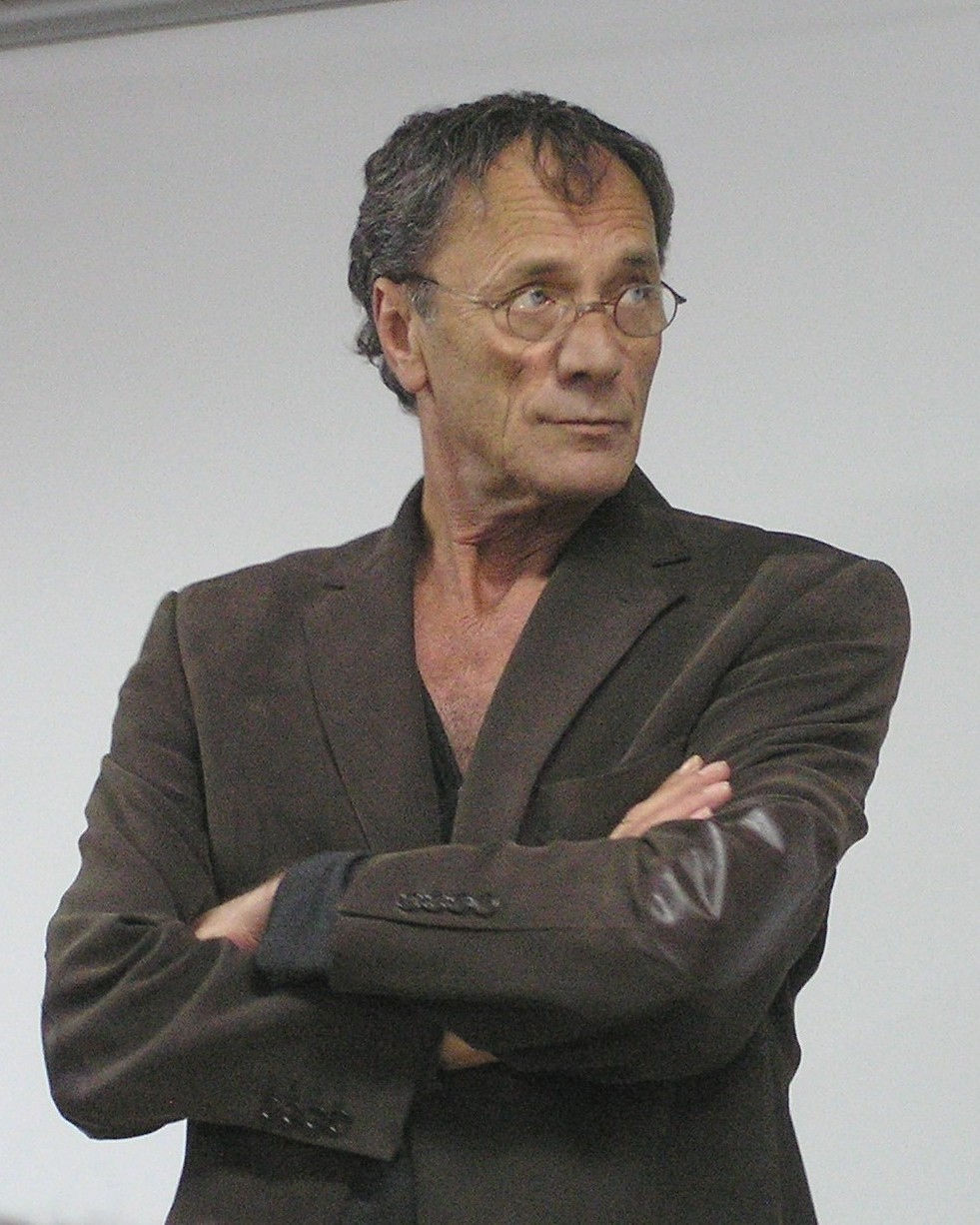

무함마드 바크리(1953년 11월 27일 ~ 아랍어: محمد بكري)는 이스라엘의 영화 감독, 연극 배우, 영화 제작자이다.

## 영화
- 타워 (2018년)
- 이너티아 (2015년)
- 물 (2012년)
- 센스 오브 모닝 (2010년)
- 키르쿠크의 꽃 (2010년)
- 이스라엘 영화의 역사 (2009년)
- 레일라의 생일 (2008년)
- 종달새 농장 (2007년)
- 야스민스 송 (2005년)
- 프라이빗 (2004년)
- 더 바디 (2001년) - 아부 유세프 역
- 하이파 (1996년)
- 세 개의 보석에 관한 이야기 (1995년)
- 영혼의 사랑 (1993년)
- 컵 파이널 (1991년)
- 베이루트 SOS (1991년)
- 에스더 (1986년)
- 장벽을 넘어서 (1984년)
- 한나 K (1983년)